# Acanthos
Acanthos (en grec ancien Ἄκανθος) est une cité et un port antique de Chalcidique, au nord du mont Athos, située sur le territoire de l'actuelle municipalité de Stagira-Akanthos, et notamment à proximité immédiate de son chef-lieu, la localité de Ierissos.
Acanthos est fondée vers 650 av. J.-C. par des colons originaires d'Andros, de même que la ville voisine de Stagire. Elle se range aux côtés du Perse Mardonios au moment des guerres médiques, puis du Grand Roi Xerxès Ier.
Pendant la guerre du Péloponnèse, Acanthos est d'abord l'alliée d'Athènes avant de faire défection en 424 av. J.-C., cédant ainsi aux discours du Spartiate Brasidas. Lors de la paix de Nicias, Acanthos gagne son autonomie mais est contrainte de payer tribut aux Athéniens.
Au IVe siècle av. J.-C., elle est prise par le royaume de Macédoine. En 199 av. J.-C., elle est prise et pillée par les flottes conjointes de Rome et Pergame. Il semble pourtant que son existence persiste jusqu'aux premiers siècle de l'ère chrétienne.
Elle a été reconstruite en 1937 après un tremblement de terre désastreux le 26 septembre 1932. L'ancien cimetière de la ville se trouve sur le rivage, il est fouillé année après année par les archéologues à la fin du  XXe siècle et contient plus de 9 000 tombes. dont les plus anciennes remontent au VIIe siècle av. J.-C. et les plus récentes au XVIIe siècle.